# Minnesota zászlaja
Minnesota zászlaja világoskék alapú lobogó, amin az állam formája a bal oldalon sötétkék színben szerepel. A sötétkék területen fellelhető egy fehér északi csillag is.
A 2020-as években kritizálták a zászló eredeti designját. Ennek egyik fő indoka az volt, hogy a címeren látható indián és a telepes revizionista képet fest a valós múltról, hiszen az európaiak erőszakkal bántak az őslakos amerikaiakkal. 2023-ban az állam törvényhozása kiírt egy pályázatot a zászló és a címer újratervezésére. Az új zászló 2024. május 11-én kerül bevezetésre.
A régi zászlón a tizenkilenc csillag arra emlékeztet, hogy Minnesota volt a 19. állam, amelyet felvettek az Unióba. Mottója, L’Étoile du Nord (Sarkcsillag) arra utal, hogy annak idején Minnesota volt az Unió legészakibb állama. Középen az indián mutatja az utat a fehér telepesnek.

## Zászlógaléria
- 1893–1957
- 1957–1983
- 1983–2024

- F1953, a zászlóbizottság által kiválasztott győztes
- F2100, az első három helyezett egyike
- Mirror of the Sky (F944), az első három helyezett egyike
- L’Étoile du Nord (F29)
- F1154
- F1435